# Divize C 2018/2019
V soubojích 54. ročníku České divize C 2018/19 se utká 16 týmů dvoukolovým systémem podzim - jaro. Tento ročník odstartoval v sobotu 11. srpna 2018 úvodními pěti zápasy 1. kola. A skončil v neděli ??. června 2019

## Nové týmy v sezoně 2018/19
- Z ČFL 2017/18 sestoupilo mužstvo SK Benátky nad Jizerou.
- Z krajských přeborů postoupila tato mužstva: TJ Velké Hamry a FK Přepeře z Libereckého přeboru, FC Horky nad Jizerou ze Středočeského přeboru, FK Náchod z Královéhradeckého přeboru a SK Spartak Slatiňany z Pardubického přeboru. FK Kratonohy převedlo divizi na FC Olympia Hradec Králové. Z divize B sem byl převeden klub SK Český Brod.

## Kluby podle přeborů
- Královéhradecký (4): TJ Dvůr Králové nad Labem, MFK Trutnov, FC Olympia Hradec Králové, FK Náchod.
- Pardubický (3): SK Vysoké Mýto, SK Spartak Slatiňany, FK Pardubice "B".
- Liberecký (4): FK Turnov, TJ Velké Hamry, FK Jiskra Mšeno – Jablonec nad Nisou, FK Přepeře.
- Středočeský (5): FK Čáslav, FC Horky nad Jizerou, FK Kolín, SK Český Brod, SK Benátky nad Jizerou.

## Tabulka soutěže
| Poř. | Tým                                      | Z  | V  | VP | PP | P  | VG | OG | B  |
| ---- | ---------------------------------------- | -- | -- | -- | -- | -- | -- | -- | -- |
| 1.   | FK Jiskra Mšeno – Jablonec nad Nisou     | 28 | 19 | 1  | 2  | 6  | 79 | 29 | 61 |
| 2.   | FK Přepeře (N)                           | 28 | 15 | 2  | 3  | 8  | 62 | 41 | 52 |
| 3.   | FK Pardubice "B"                         | 28 | 14 | 3  | 2  | 9  | 48 | 33 | 50 |
| 4.   | SK Benátky nad Jizerou (S)               | 28 | 14 | 1  | 2  | 11 | 43 | 36 | 46 |
| 5.   | FK Čáslav                                | 28 | 8  | 9  | 3  | 8  | 42 | 42 | 45 |
| 6.   | FK Kolín                                 | 28 | 9  | 7  | 3  | 9  | 40 | 35 | 44 |
| 7.   | TJ Dvůr Králové nad Labem                | 28 | 11 | 3  | 5  | 9  | 38 | 35 | 44 |
| 8.   | MFK Trutnov                              | 28 | 10 | 5  | 3  | 10 | 52 | 56 | 43 |
| 9.   | SK Český Brod                            | 28 | 11 | 3  | 3  | 11 | 39 | 33 | 42 |
| 10.  | TJ Velké Hamry (N)                       | 28 | 11 | 3  | 2  | 12 | 48 | 58 | 41 |
| 11.  | SK Vysoké Mýto                           | 28 | 9  | 3  | 6  | 10 | 43 | 43 | 39 |
| 12.  | SK Spartak Slatiňany (N)                 | 28 | 12 | 0  | 3  | 13 | 47 | 51 | 39 |
| 13.  | FC Horky nad Jizerou (N)                 | 28 | 8  | 2  | 5  | 13 | 40 | 53 | 33 |
| 14.  | FK Náchod (N)                            | 28 | 7  | 4  | 2  | 15 | 35 | 65 | 31 |
| 15.  | FK Turnov                                | 28 | 5  | 1  | 3  | 19 | 30 | 76 | 20 |
| 16.  | FC Olympia Hradec Králové - FK Kratonohy | 0  | 0  | 0  | 0  | 0  | 0  | 0  | 0  |

- Tým FC Olympia Hradec Králové - FK Kratonohy po podzimní části odstoupil a jeho výsledky byly anulovány.

Poznámky:
- Z = Odehrané zápasy; V = Vítězství; R = Remízy; P = Prohry; VG = Vstřelené góly; OG = Obdržené góly; B = Body

|  | Postup do ČFL                           |
|  | Sestup do příslušného krajského přeboru |